# Lisa Torell
Lisa Torell, född 1972 i Göteborg, är en svensk konstnär.
Lisa Torell utbildades 1996-1999 på konsthögskolan i Umeå och 1999-2001 vid institutionen för konst, Konstfack. Hennes verk har bland annat visats på Kulturhuset, Artgenda, SRc på Sveriges Radio, Galleri Index och Bildmuseet. Hon har blivit recenserad i bland annat Konsten, Konstperspektiv, Svenska Dagbladet, Aftonbladet och Dagens Nyheter. Hon medverkar i boken Texst och med texter på glasfasaden till Medborgarplatsens bibliotek. Hon har bland annat publicerats i böckerna  Temporary urban structures och En alternativ guide till Nationalmuseum, Nationalmuseum.